# Peter Pratt
Peter Pratt (21 de marzo de 1923 - 11 de enero de 1995) era un actor y cantante inglés recordado por sus papeles cómicos en las óperas cómicas de Gilbert y Sullivan.
Pratt comenzó su carrera en el coro de la D'Oyly Carte Opera Company en 1945, empezando a hacer pequeños papeles y después haciendo de suplente de Martyn Green, el principal cómico. De 1951 a 1959, fue el cómico principal de la compañía, ganándose la alabanza de la crítica en sus famosos papeles "patter". Tras dejar la compañía, siguió con su carrera en teatro, televisión, conciertos y radio, aunque siguió interpretando papeles de Gilbert y Sullivan toda su carrera. Uno de sus papeles más conocidos en televisión fue el del segundo intérprete de El Amo en la serie de ciencia ficción de la BBC Doctor Who.

## Biografía
Pratt nació y creció en Eastbourne, Inglaterra, donde comenzó a estudiar canto de pequeño y fue solista en el coro de su iglesia. También participó en sociedades teatrales amateur.

### Años en D'Oyly Carte
Peter Pratt se unió a la D'Oyly Carte Opera Company en el coro en septiembre de 1945, a los 22 años. Comenzó a interpretar pequeños papeles en 1947, incluyendo a Go-To en The Mikado. En la temporada 1948-1949, se convirtió en segundo suplente de Martyn Green y siguió interpretando papeles pequeños, incluyendo Bouncer en Cox and Box, Bill Bobstay en H.M.S. Pinafore y el mayor Murgatroyd en Patience. Tuvo su gran oportunidad cuando le llamaron para interpretar a Robin Oakapple en Ruddigore a última hora en mayo de 1947 (y varios de los otros papeles "patter" ese verano), cuando tanto Green como el suplente principal cayeron enfermos. Pronto recibió el cargo de suplente principal, trabajando en la mayoría de los papeles "patter" cómicos, así como interpretando otros papeles menores de cuando en cuando.
En septiembre de 1951, exactamente seis años tras unirse a la compañía, Pratt se convirtió en el cómico principal tras la marcha de Green, y trabajó en ese puesto las siguientes ocho temporadas, interpretando a Sir Joseph Porter en Pinafore, al mayor general en The Pirates of Penzance, Bunthorne en Patience, el lord canciller en Iolanthe, Ko-Ko en The Mikado, Robin en Ruddigore, Jack Point en The Yeomen of the Guard, el duque de Plaza-Toro en The Gondoliers y el rey Gama en Princess Ida. En 1953, en su primera temporada en Londres como cómico principal, The Times hizo una crítica de él en el papel del lord canciller: "El Sr. Peter Pratt... tiene una buena pronunciación, un estilo tranquilo, y un ágil par de piernas que contrastan repentina y magníficamente con su porte seco. Evitó sobreactuar en el papel". En una crítica de 1956 de Rudigore, The TImes escribió: "El Sr. Pratt mostró un verdadero talento operístico en los papeles gemelos, cambiando el color de su tono y la expresión de su rostro con habilidad decisiva". En una crítica de 1957, un corresponsal de The Times, calificó al Jack Point de Pratt en Yeomen como "muy humano, nada sobreactuado".
Pratt sufrió una enfermedad en la primavera de 1959, y en mayo anunció que había decidido no volver con la compañía la siguiente temporada. Su última aparición en la compañía fue el 30 de mayo de 1959. Durante sus años en la compañía, Pratt grabó los papeles del mayor Murgatroyd (Patience, 1951), John Wellington Wells (The Sorcerer, 1953), el rey Gama (Princess Ida, 1955), Ko-Ko (The Mikado, 1957), y el mayor general Stanley (Pirates, 1957).

### Años posteriores
Tras abandonar la D'Oyly Carte, Pratt se concentró en el teatro, la televisión, conciertos y radio. En 1964, por ejemplo, apareció en All in Love, un musical basado en The Rivals de Richard Brinsley Sheridan. En 1965, apareció en la obra A Month in the Country en el Cambridge Theatre de Londres, compartiendo escenario con Ingrid Bergman. Fue miembro de la compañía de repertorio dramático de la BBC a principios de los sesenta.
En 1966, BBC Radio presentó un ciclo completo de las trece operas existentes de Gilbert y Sullivan, con diálogos, y Pratt protagonizando diez de ellas y trabajando como coproductor. Pratt se convirtió posiblemente en el primer profesional en cantar los papeles principales de las trece operas de Gilbert y Sullivan cuando grabó Utopia Limited (como el rey Paramount) y The Grand Duke (como Rudolph) para esa serie. Su cariño a Gilbert y Sullivan lo conservó el resto de su carrera, y frecuentemente volvía a sus operas para inspirarse. Como escritor, narrador e intérprete presentó un teleteatro titulado Jack Point (1973), y programas de radio como Afternoon at the Savoy, Evening at the Savoy y Take a Sparkling Pair. Pratt también tuvo su propia compañía, "Music Mosaic", presentando trabajos de Gilbert y Sullivan y de otros a los públicos de Gran Bretaña, Norteamérica y Australia. Apareció en una producción principal de The Mikado en el Royal Albert Hall. Como parte de la temporada del centenario en 1975, antes de la primera de las cuatro representaciones de Trial by Jury, Pratt interpretó una obra escrita especialmente por William Douglas-Home titulada Dramatic License, interpretando a Richard D'Oyly Carte, con Kenneth Sanford como Gilbert y John Aylon como Sullivan. En ella, Gilbert, Sullivan y Carte planean el nacimiento de Trial en 1875. En 1981, Pratt fue de gira con un grupo llamado los "London Savoyards". También apareció de solista en la grabación en video del concierto Gilbert & Sullivan Present their Greatest Hits" en el Royal Albert Hall en 1982.
En 1976, Pratt apareció en la serie de ciencia ficción de la BBC Doctor Who, en el papel de El Amo, en el serial The Deadly Assassin, principalmente porque se requería un actor de voz fuerte por dos razones, la cara del personaje aparecía oculta gran parte del serial y, incluso cuando se muestra, se seguía necesitando una gran voz para proyectarla a través de la gruesa máscara que cubría la cara del actor.
Pratt falleció en Londres en 1995, a los 71 años.

## Vida personal
Pratt estuvo casado con la doncella del D'Oyly Carte Joyce Wright durante su época en la compañía. Después se casó con Patience Sheffield, una directora de estudio de BBC drama e hija del antiguo barítono del D'Oyly Carte Leo Sheffield.

## Filmografía
- The Stackton Music Festival The Enchanting World of Hinge & Bracket TV – Él mismo
- The Edwardians (1972) TV – Charlie Coburn
- Van der Valk Blue Notes (1972) TV – Westermann
- Murder Must Advertise (1973) TV – Sr. Pym
- The Brontes of Haworth (1973) TV – Sr. Woolven
- Menace The Solarium (1973) TV – Cantante
- Play for Today Jack Point (1973) TV – Fenner
- Z Cars Cadet (1973) TV – Fisherman
- Fall of Eagles (1974) TV – Cantante
- Doctor Who The Deadly Assassin (1976) TV – el Amo
- The Story of Ruth (1981) – Dr. Peter Ferris
- Squadron The Veteran (1982) TV – Len Travis
- The Best of Gilbert and Sullivan (1983) (V) – Solista